# راجر بورسا
راجر بورسا (۱۰۶۰/۱۰۶۱ – ۲/۲۲/۱۱۱۱) دوک نورمن پولیا و کالابریا و فرمانروای بانفوذ جنوب ایتالیا از سال ۱۰۸۵ تا هنگام مرگش بود.

## زندگی
راجر پسر رابرت گیسکارد و سیکلگایتا، نجیب‌زاده لومبارد بود.  مادر جاه طلب او ترتیبی داد که راجر به جای پسر بزرگ رابرت گیسکارد از همسر اولش یعنی بوهموند تارانتو، جانشین پدرش شود. نام مستعار او، بورسا، که به معنای «کیف پول» است، از «عادت اولیه او در شمارش و بازشماری پول‌هایش» گرفته شده‌است. 

## ازدواج و فرزندان
راجر در سال ۱۰۹۲، با آدلا، دختر رابرت اول، کنت فلاندرز که بیوه کانوت چهارم، پادشاه دانمارک بود، ازدواج کرد. فرزندان آنها عبارت اند از:
- لویی، که در اوت ۱۰۹۴ در جوانی درگذشت
- ویلیام
- گیسکارد، که در اوت ۱۱۰۸ در جوانی درگذشت.

او از یک معشوقه اش، حداقل یک پسر دیگر به نام ویلیام داشت.